# Vojin Bakić
Vojin Bakić ( Serbio Cirílico ; 5 de junio de 1915-18 de diciembre de 1992) fue un destacado escultor yugoslavo de ascendencia serbia.
Educado en la Academia de Bellas Artes de Zagreb y por Ivan Meštrović y Frano Kršinić, las primeras obras de Bakić estuvieron dominadas por una representación figurativa de la desnudez femenina con senos reducidos y volúmenes cerrados. Después de 1945, avanzó hacia el tratamiento impresionista de la superficie con transiciones expresivas de luz y sombra sin detalles superfluos, lo que, según él, representaba la expresión de la alegría de la vida, el destello y la luz, algo que compartía con sus contemporáneos que quería crear un mundo mejor y más humano en Yugoslavia después de la Segunda Guerra Mundial. Al principio fue influenciado por el realismo socialista, pero luego se movió hacia el modernismo a fines de los años 50, abrazando los desafíos de una forma abierta, espacios interiores y reflejos de luz, siendo uno de los primeros escultores en Croacia que siguieron los principios del programa geométrico - en su caso en su mayoría circular- abstracción e investigación óptica. Sus obras más conocidas son bustos de IG Kovačić y S.S. Kranjčević, Bjelovarac, Taurus, Light Forms y monumentos de la Segunda Guerra Mundial en Petrova gora, Kamenska, Kragujevac y Dotršćina. Bakić logró unir la vanguardia de la abstracción con la monumentalidad e inmediatez que tradicionalmente eran características de la escultura figurativa clásica. 
Durante su vida, Bakić expuso en más de 200 exposiciones colectivas en Yugoslavia, de las cuales 75 se organizaron en el extranjero. Desinteresado en su propia promoción, profundamente inmerso en la creación, solo tuvo unas pocas exposiciones individuales. En 1979, recibió el Premio Vladimir Nazor por su vida y logros en las artes. 

## Trabajo y carrera artística
Bakić fue una figura importante, particularmente en la escena del arte contemporáneo croata de los años 1950 y 1960, y colaboró con el grupo EXAT-51 y el movimiento Nove tendencije (Nuevas Tendencias). Ejecutó muchas esculturas públicas, en particular, Call to Arms (el hombre de Bjelovar), Bjelovar (1946), el Monumento a la Revolución en Kamenska (1958-1968), el Monumento a las víctimas de accidentes de trenes en Zagreb (1975-1978), el Monumento al levantamiento de la gente de Kordun y Banija en Petrova gora (1982), así como monumentos en Kragujevac y Dotrščina (Valle de las Tumbas). 
Después de 1945 gravitó hacia el tratamiento impresionista de la superficie. Este período está marcado principalmente por sus retratos de Ivan Goran Kovačić (1946) y Silvije Strahimir Kranjčević (1948). Durante la década de 1950, Bakić redujo el volumen de sus esculturas mediante el uso de fracturas afiladas como bordes, y más tarde al fusionar los detalles de la masa escultórica ( Autorretrato, 1952 y boceto del Monumento a Marx y Engels, 1950-1953). Durante ese tiempo, realizó una serie completa de esculturas de toros en varias dimensiones ( Bull, 1950, 1956). Con la serie titulada Desnudos, Torsos y Cabezas, completó su enfoque en formas orgánicas y asociativas, y desde 1958 se volvió hacia el desafío de las formas abiertas, los espacios interiores y los reflejos de luz. El desarrollo profesional posterior lo convirtió en el primer artista en un contexto local en seguir los principios de la abstracción geométrica y comenzar el estudio de los efectos ópticos. Al alternar superficies cóncavas y convexas, hizo "formas claras" que estaban cerca de la poética constructivista. En Superficies elaboradas (1960–1964) articuló unidades hechas de elementos alineados, mientras que en Formas portadoras de luz (1963–1964) creó estructuras en las que utilizó nuevas materiales, como el acero inoxidable. 

## Exposiciones y premios
En su primera exposición individual (Bjelovar, 1940) exhibió dibujos y esculturas donde los temas predominantes eran desnudos femeninos en piedra, caracterizados por curvas reducidas y volúmenes cerrados. Desde 1940 participó en numerosas exposiciones nacionales e internacionales: la Bienal de Venecia (1950, 1956, 1964), la Bienal del Mediterráneo en Alejandría (1956, 1969), la Trienal de Milán XI (1957), Documenta en Kassel (1959), el Salón Rijeka (1959, 1961). También expuso con Ivan Picelj y Aleksandar Srnec en París (Galería Denis René, 1959) y Londres (1960). Participó en las exposiciones New Tendencies (Zagreb, 1963, 1969, Gelsenkirchen, 1969 y Mainz, 1971), la Bienal de São Paulo (1969), y en la exposición El constructivismo y el arte cinético.(Zagreb, 1995). La Gallery Nova (Zagreb, 2007), en colaboración con la familia del artista, organizó la apertura de la primera exposición individual de Bakić en Croacia después de 41 años. En 1979 recibió el Premio Vladimir Nazor por logros en la vida.

## Destrucción de los monumentos de Bakić
A principios de la década de 1990, después de la caída del régimen comunista, muchos de los monumentos y memoriales yugoslavos de la Segunda Guerra Mundial en Croacia fueron dañados, destruidos o retirados de los espacios públicos. 
a) Monumentos destruidos de 1990 a 1995: [cita requerida]
- Bjelovarac, bronce, Bjelovar, un regalo para su ciudad natal. Explosión de mina 1991. Restaurado 8. 12. 2010.
- Gudovčan, bronce, Explosión de Mina 1991. Derretido.
- Monumento a la victoria de la gente de Eslavonia, acero inoxidable, Voćin. Destruido el 21.2. 1992 Partes de él se usaron para producir utensilios y vajilla.
- Monumentos a los partisanos de Bilogora, bronce, pueblo de Bačkovica, cerca de Bjelovar. Destruido en 1991.
- Monumento parque Dotršćina, cerca de Zagreb, 6-7 estatuas de las más pequeñas fueron destruidas o robadas.
- Bustos de Ljudevit Jonke, un esclavo, Silvije Strahimir Kranjčević, un poeta, e Ivan Goran Kovačić, un poeta. El busto de Ivan Goran Kovačić fue destruido el 17 de julio de 2004.

b) Monumentos dañados: [cita requerida]
- Spomenik na Petrovoj gori, hormigón armado y acero inoxidable. Después de la Operación Tormenta, el monumento fue devastado.
- Monumento a los hermanos Bakić en Bjelovar. Remoto.
- Memorial en la tumba de la familia Bakić . Retirado
- Busto de Josip Broz Tito en Veliko Trojstvo, retirado y reubicado en el museo Bjelovar

## Obras publicadas sobre Vojin Bakić
- Matić, Dušan - Vojin Bakić: Moj prijatelj, (Euroknjiga, 2007)
- Galerija Nova - Novine # 12, (Zagreb, junio de 2007)

## Galería de obras

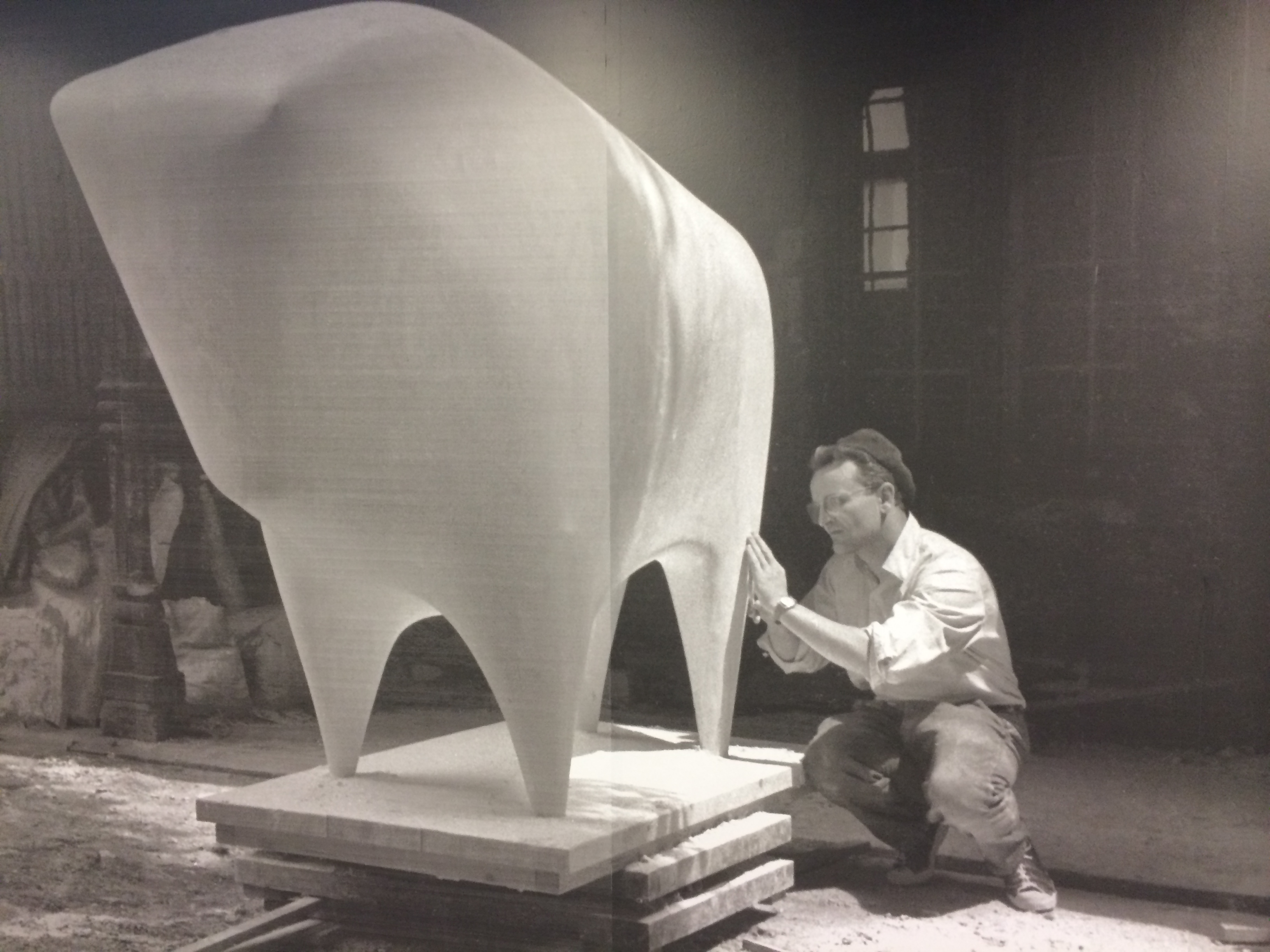
Tauro (1956)
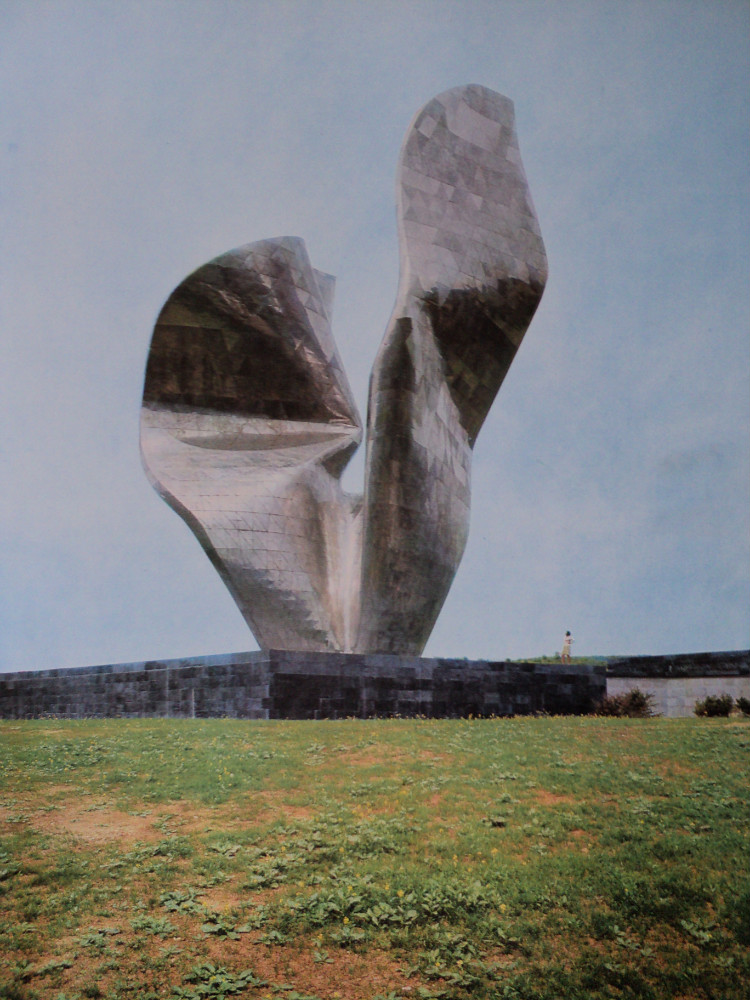
Monumento a la victoria del pueblo de Eslavonia (1957–68) Lugar: Kamenska
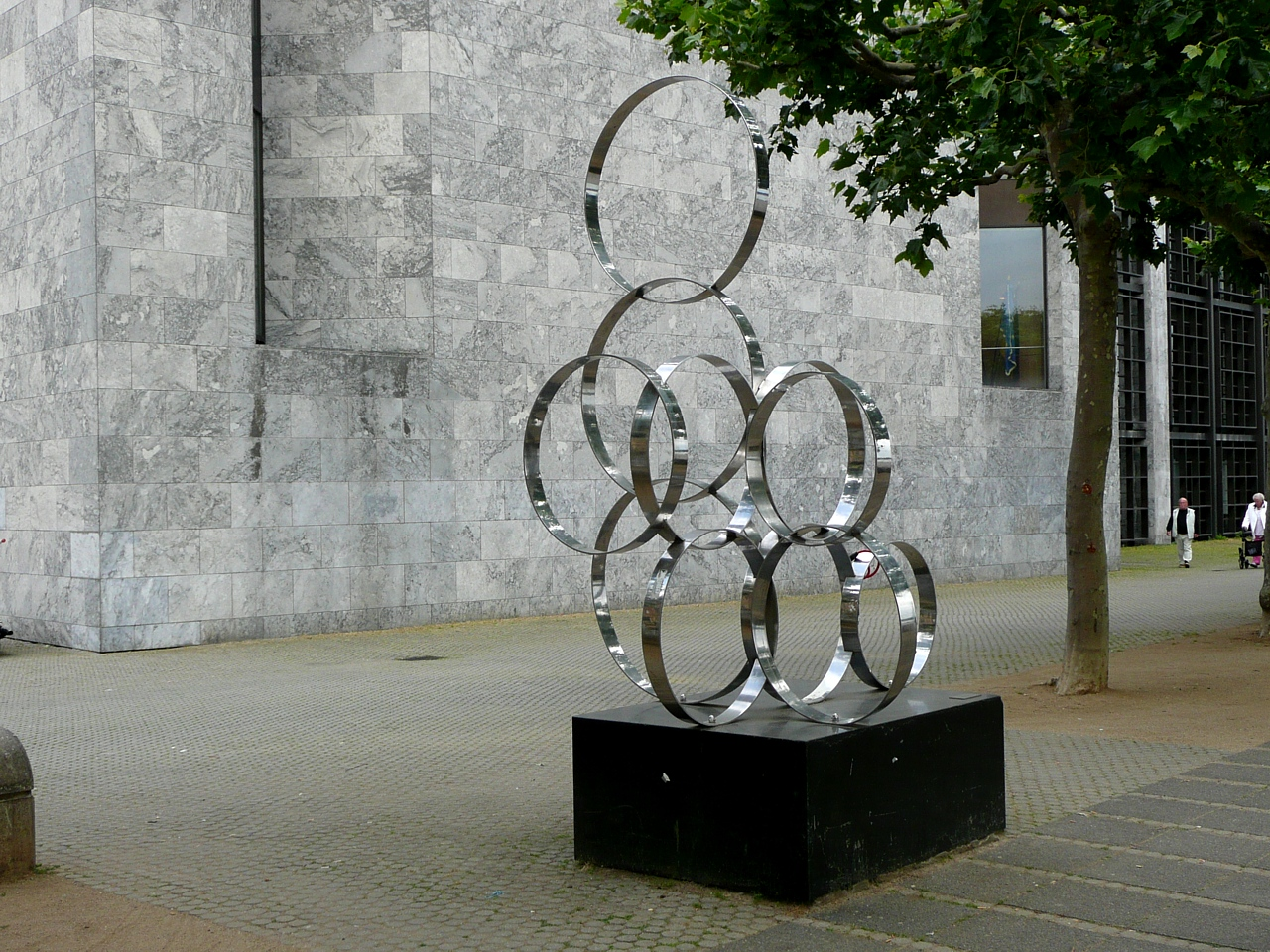
Anillos (1974) Ubicación: Maguncia
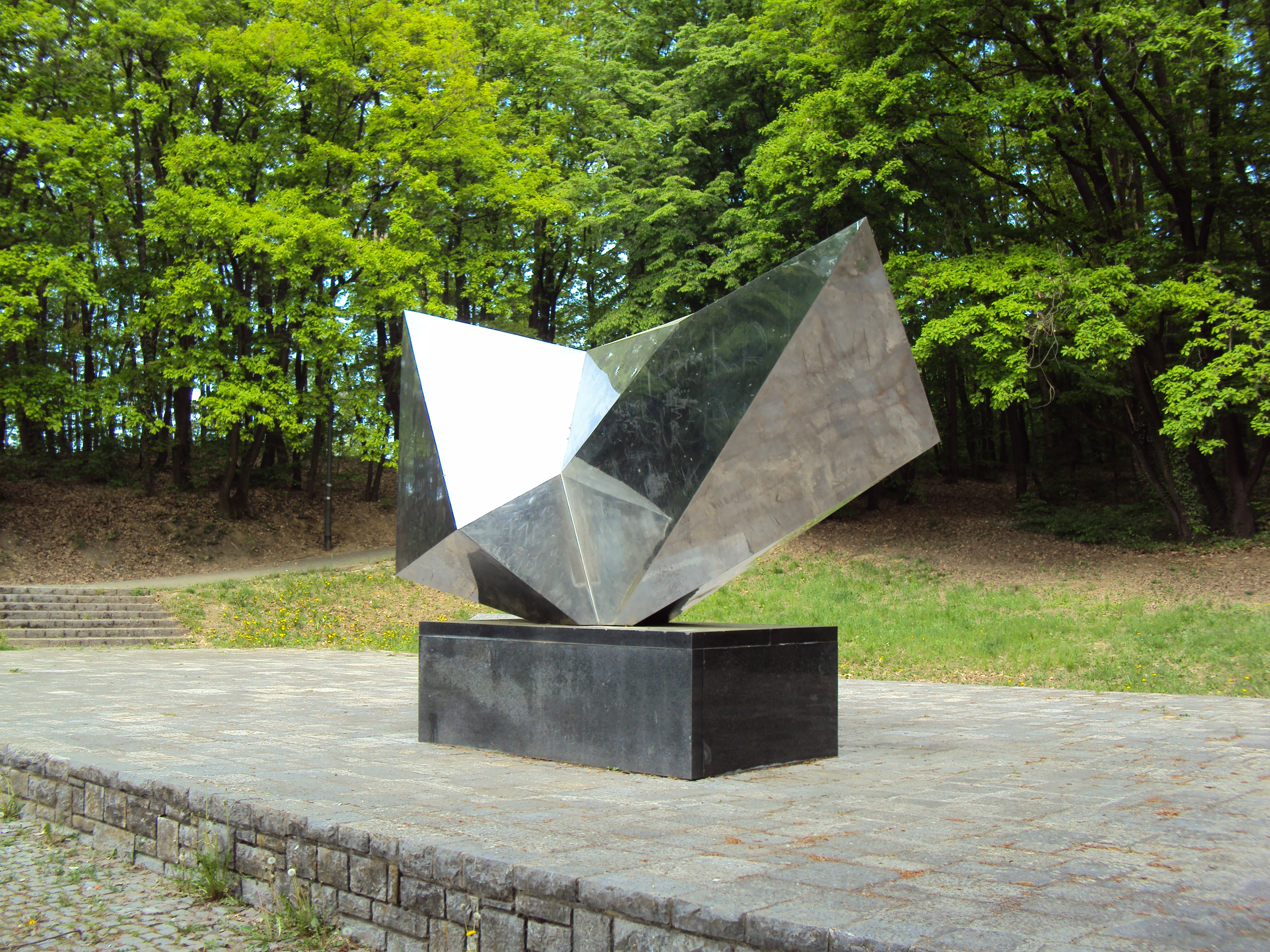
Monumento a Dotrščina (monumento principal en el Parque Conmemorativo de Dotrščina) (1963–68) Lugar: Zagreb
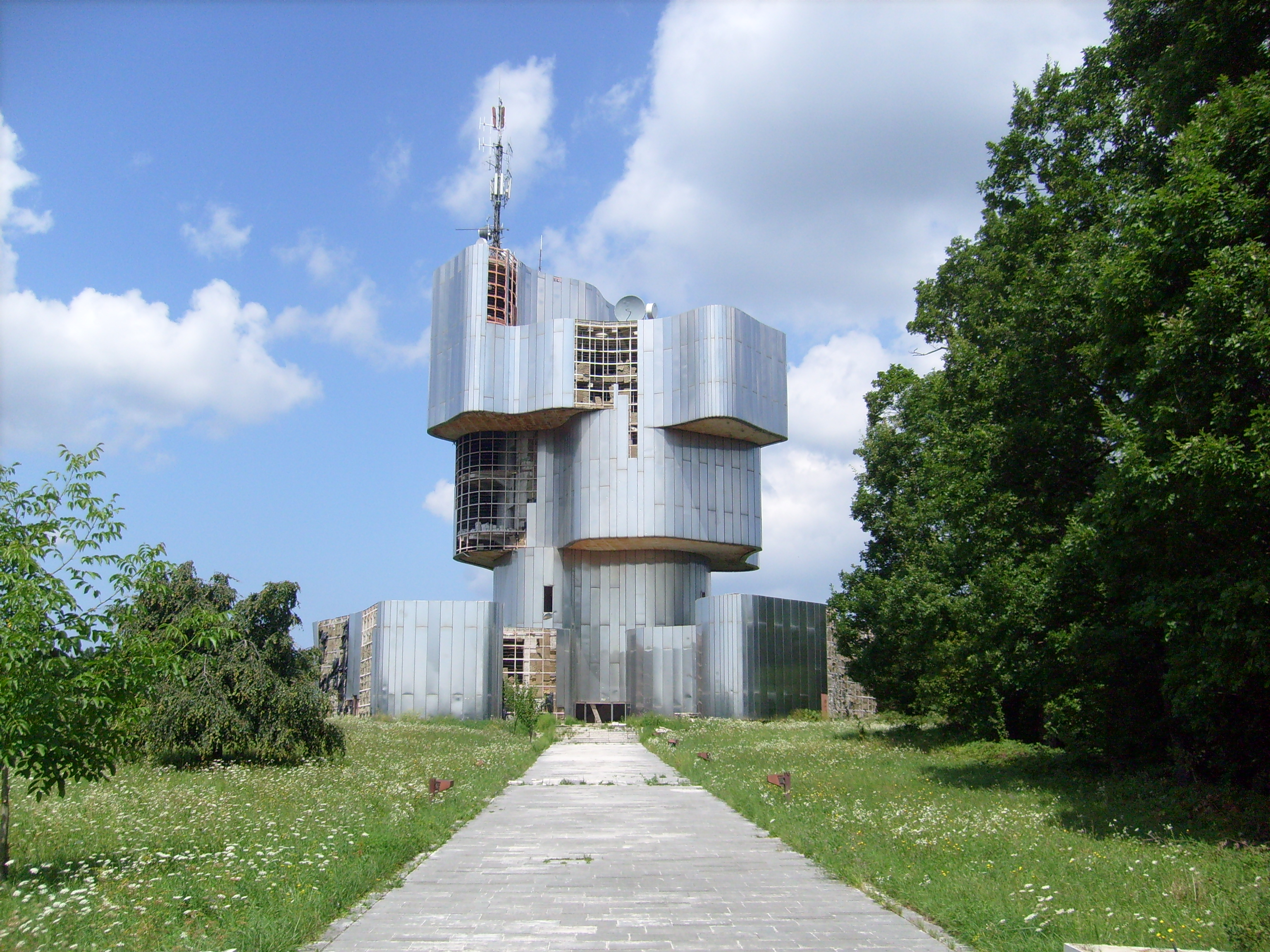
Monumento al levantamiento de los pueblos de Kordun y Banija (1971–81) Lugar: Petrova gora
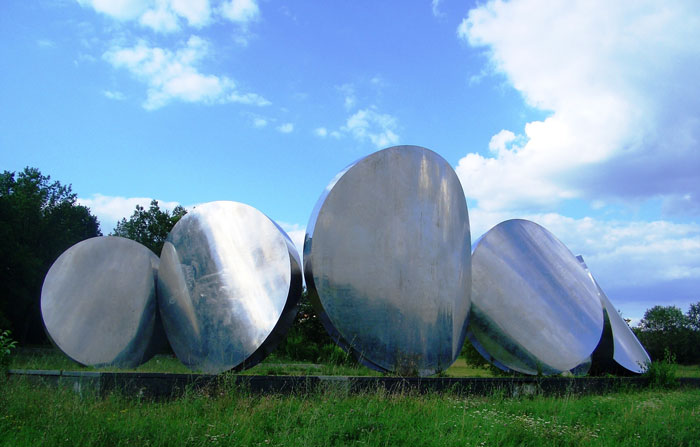
Círculos en el parque conmemorativo de Šumarice (Monumento a las víctimas de la masacre de Kragujevac ) (1981) Lugar: Kragujevac
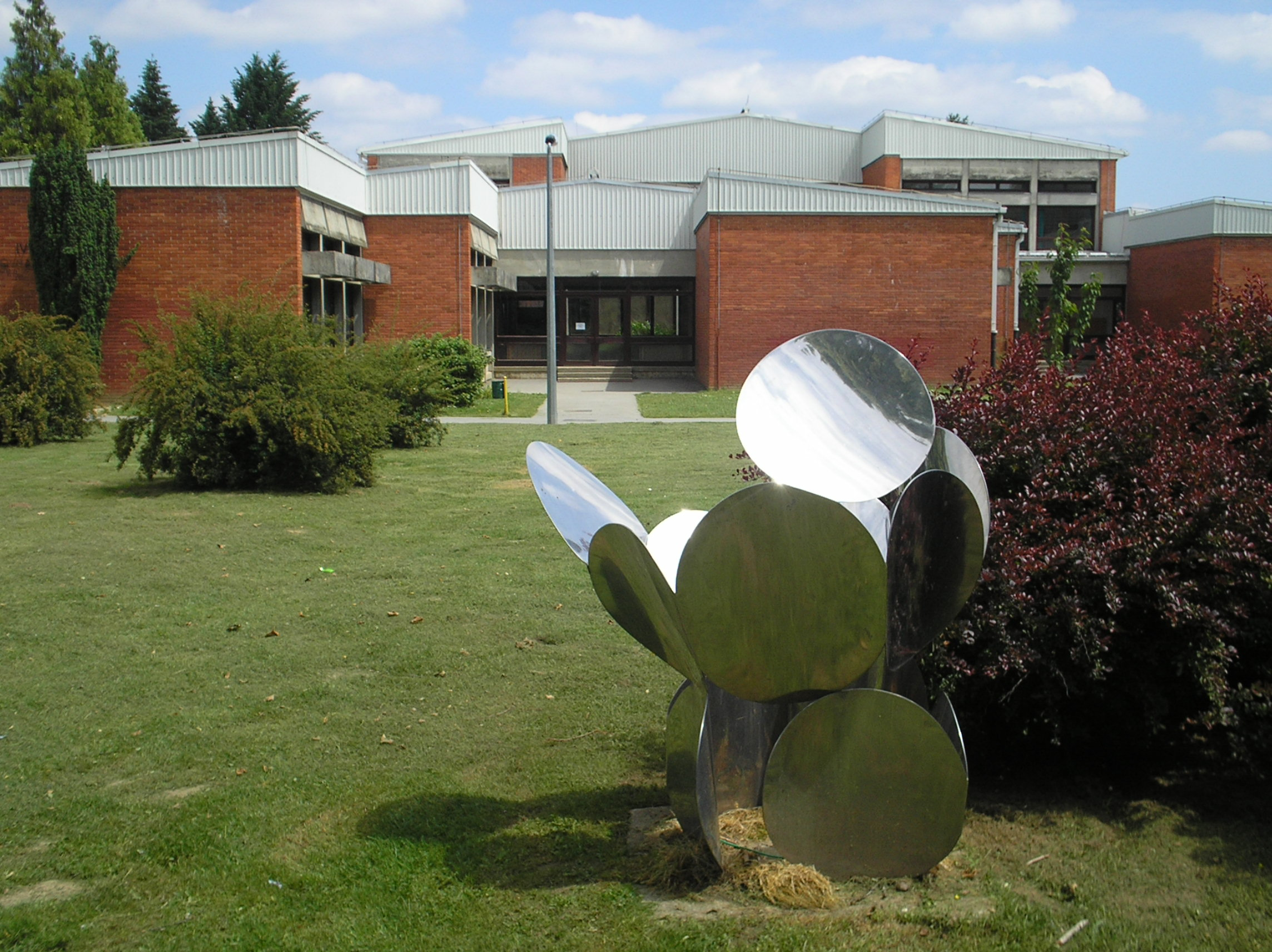
Espejos, ubicación: Bjelovar
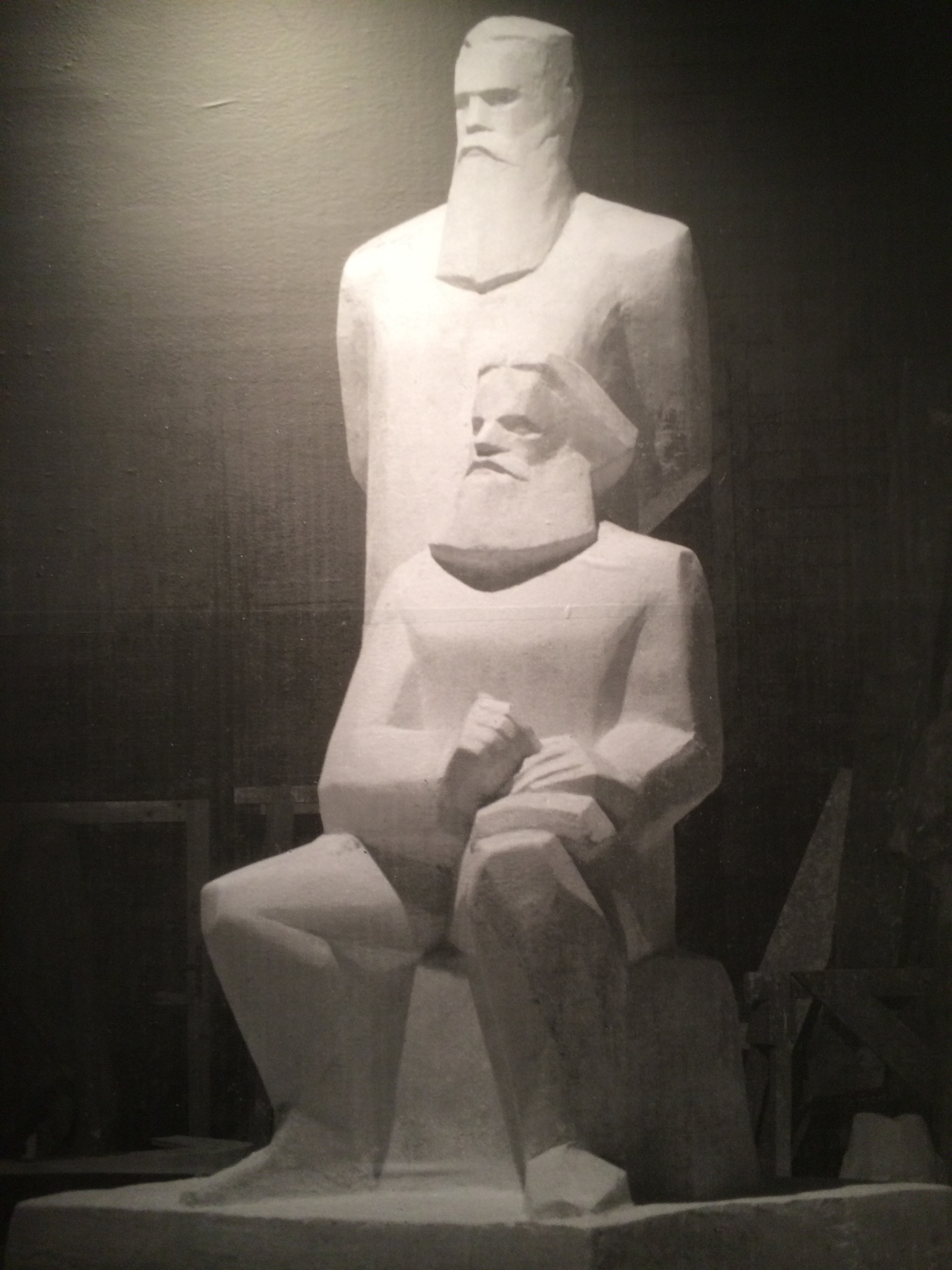
Monumento a Marx y Engals (1953)